# 717 Wisibada
A 717 Wisibada (ideiglenes jelöléssel 1911 MJ) a Naprendszer kisbolygóövében található aszteroida. Franz Kaiser fedezte fel 1911. augusztus 26-án.